# Antinous
Antinous, numit și Antinoös, (greacă veche: Ἀντίνοος; c. 111 – c. 130) a fost un tânăr grec din Bitinia, favorit și iubit al împăratului roman Hadrian. După moartea sa prematură, înainte de a împlini 20 de ani, Antinous a fost zeificat la ordinul lui Hadrian, fiind venerat atât în Grecia, cât și în Occidentul latin, uneori ca zeu (θεός, theós), alteori doar ca erou (ἥρως, hḗrōs).
Se știu puține lucruri despre viața lui Antinous, deși se știe că s-a născut în Claudiopolis (azi Bolu, Turcia), în provincia romană Bithynia et Pontus. Probabil a fost prezentat lui Hadrian în 123, înainte de a fi dus în Italia pentru a urma studii superioare. El a devenit favoritul lui Hadrian în 128, când a fost luat într-o călătorie prin Imperiul Roman ca parte a suitei personale a lui Hadrian. Antinous l-a însoțit pe Hadrian în timpul participării sale la Misterele anuale din Eleusis, și a fost alături de el când a ucis leul marousian în Libia, un eveniment foarte mediatizat de împărat. În octombrie 130, în timp ce făceau parte dintr-o flotilă care naviga pe Nil, Antinous a murit în circumstanțe misterioase. Au fost avansate diverse ipoteze cu privire la modul în care a murit, de la înec accidental la sacrificiu uman intenționat sau sinucidere.
După moartea sa, Hadrian l-a zeificat pe Antinous, și a fondat un cult organizat dedicat venerării sale, care s-a răspândit în tot Imperiul. Hadrian a fondat orașul Antinoöpolis în apropierea locului morții lui Antinous, care a devenit un centru cultic pentru venerarea lui Osiris-Antinous. Hadrian a fondat, de asemenea, jocuri în memoria lui Antinous, care aveau loc atât în Antinoöpolis, cât și în Atena, Antinous devenind un simbol al visurilor lui Hadrian de pan-elenism. Cultul lui Antinoos s-a dovedit a fi unul dintre cele mai durabile și populare culte ale oamenilor divinizati din Imperiul Roman, iar evenimentele în cinstea lui au continuat să fie organizate mult după moartea lui Hadrian.
Antinous a devenit un simbol al homosexualității masculine în cultura occidentală, apărând în operele lui Oscar Wilde, Fernando Pessoa și Marguerite Yourcenar.

## Galerie

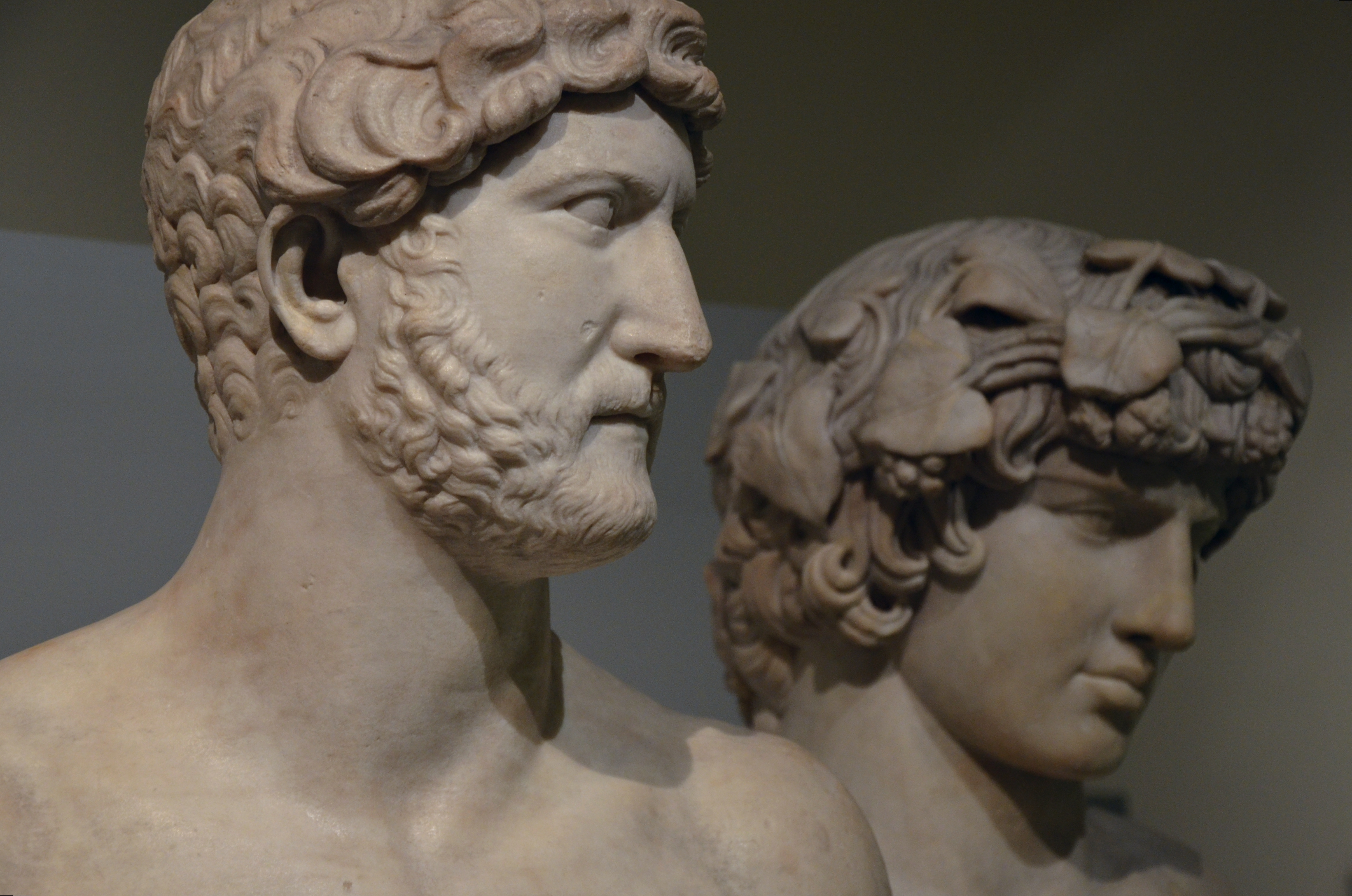
Busturile lui Hadrian (stânga) și Antinous (dreapta) din British Museum, ambele făcând parte din colecția Townley Marbles
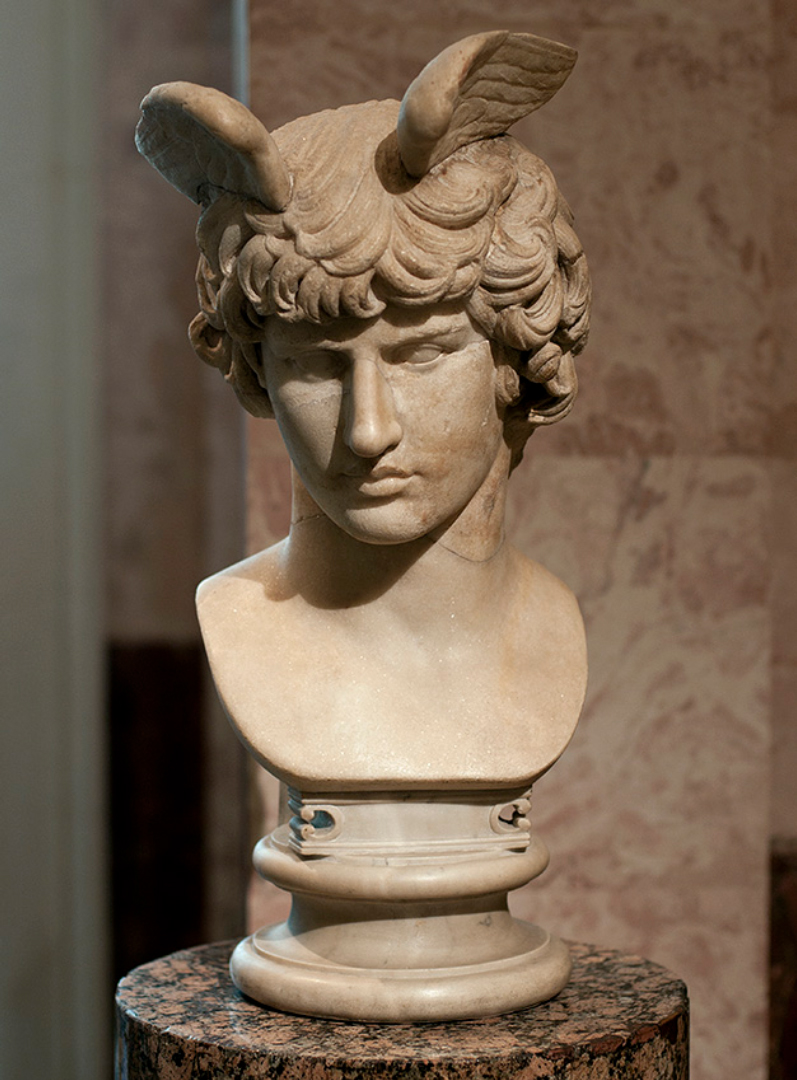
Antinous ca Mercur, Muzeul Ermitaj
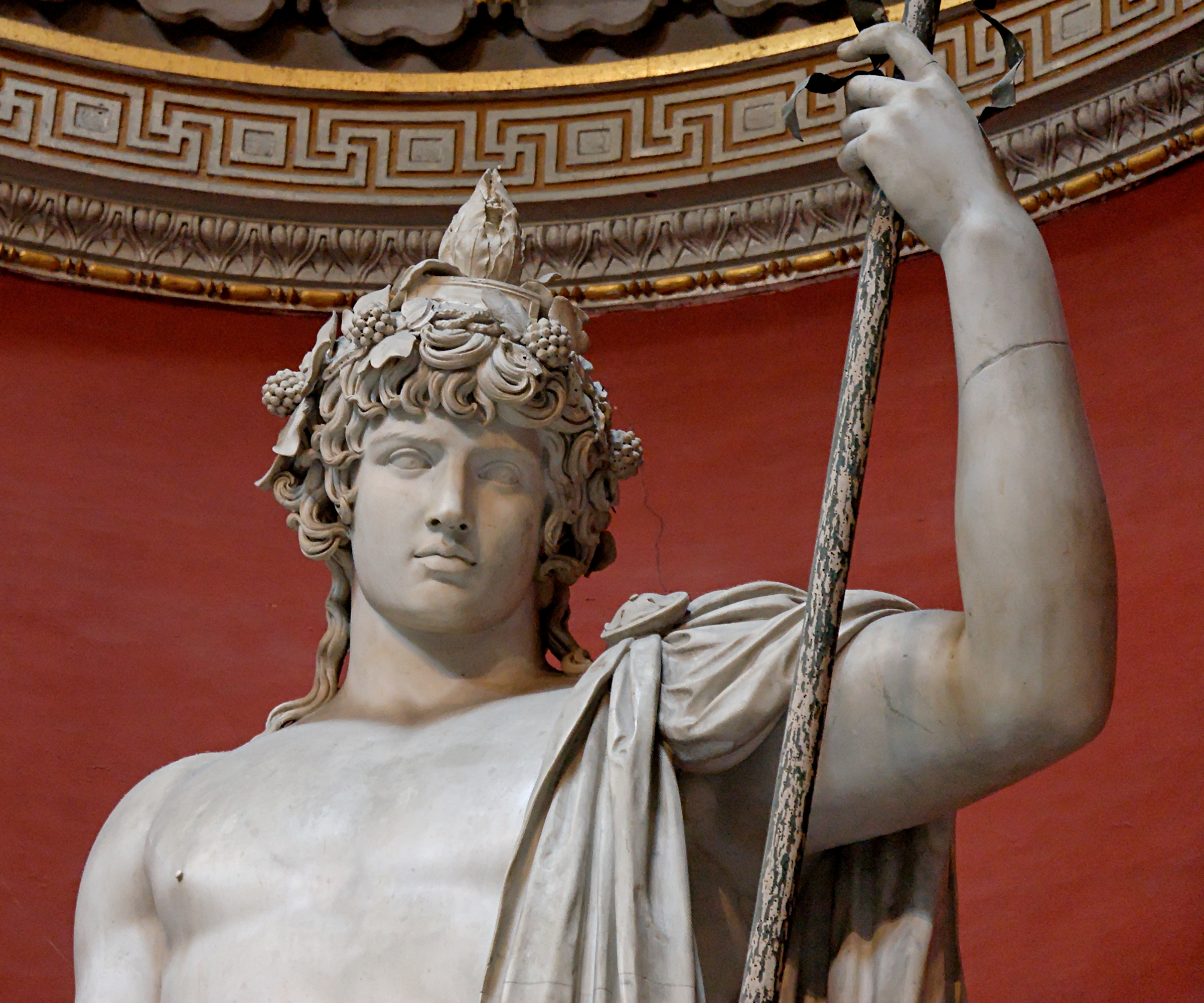
Colosul lui Antinous ca Dionisos-Osiris, Muzeele Vaticanului
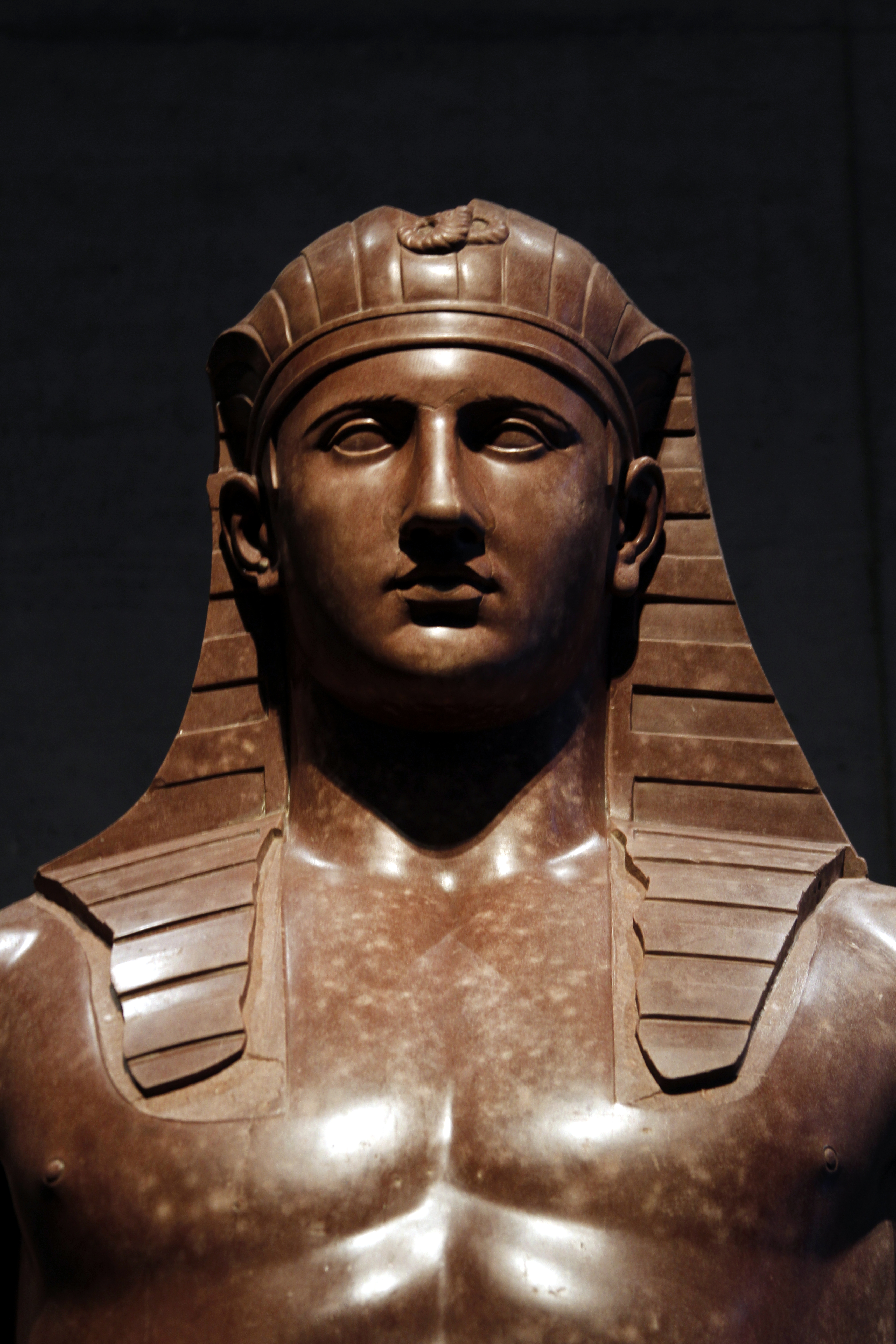
Antinous ca Osiris, Muzeul Arheologic din München